# 89 v. Chr.
Portal Geschichte | Portal Biografien | Aktuelle Ereignisse | Jahreskalender | Tagesartikel

◄ |
2. Jahrhundert v. Chr. |
1. Jahrhundert v. Chr. |
1. Jahrhundert |
►

◄ | 100er v. Chr. | 90er v. Chr. | 80er v. Chr. | 70er v. Chr. |
60er v. Chr. |
►

◄◄ | ◄ | 92 v. Chr. | 91 v. Chr. | 90 v. Chr. | 89 v. Chr. |
88 v. Chr. |
87 v. Chr. |
86 v. Chr. |
► |
►►
Staatsoberhäupter

## Ereignisse
- Ende des Bundesgenossenkrieges. Mit der Lex Plautia Papiria erhalten die Italiker das römische Bürgerrecht.
- Die griechische Gemeinschaft und die römische Kolonie werden in Tarent in eine einzige Verwaltungsstruktur zusammengeschlossen.
- Der ägyptische Pharao Ptolemaios X. wird nach einem Volksaufstand aus Alexandria vertrieben, allerdings gelingt ihm kurz darauf mit Hilfe von Söldnern der Wiedereinzug in der Stadt.
- Die Städte Buxentum und Tifernum Tiberinum werden römisches municipium.

## Gestorben
- 11. Juni: Titus Didius, römischer Politiker
- Aulus Postumius Albinus, römischer Politiker
- Lucius Porcius Cato, römischer Politiker
- Lucius Cluentius, Führer der Italiker
- um 89 v. Chr.: Gnaeus Domitius Ahenobarbus, römischer Politiker